# Unfinished Music No.2: Life with the Lions
Unfinished Music No.2: Life with the Lions är en skiva inspelad av John Lennon och Yoko Ono 1969.

## Spellista
Alla låtar är skrivna av John Lennon och Yoko Ono.

### Sida ett
1. "Cambridge 1969" – 26:31

### Sida två
1. "No Bed For Beatle John" – 4:41
2. "Baby's Heartbeat" – 5:10
3. "Two Minutes Silence" – 2:00
4. "Radio Play" – 12:35

### CD bonuslåtar
1. "Song For John" - 1:29
2. "Mulberry" - 8:47

## Musiker
- Yoko Ono - Sång.
- John Lennon - Sång, Gitarr, Radio
- John Tchicai - Saxofon (Låt 1)
- John Stevens - Trummor (Låt 1)
- Mal Evans - Klocka (Låt 1).
- John Ono Lennon II - Hjärtslag (Låt 3).